# Margot S. Baumann
Margot S. Baumann (* 28. Oktober 1964 in Leutwil, Kanton Aargau) ist eine Schweizer Schriftstellerin.

## Leben
Margot S. Baumann begann schon früh mit dem Schreiben und erzählte bereits als Kind fantasievolle Geschichten. Zunächst veröffentlichte sie zahlreiche Gedichte und wurde für ihre Lyrik mehrfach ausgezeichnet, unter anderem mit dem 2. Platz beim Berner Lyrikwettbewerb und beim 16. Internationalen Autoren-Wettbewerb im Jahr 2008. Seit 2008 konzentriert sie sich verstärkt auf das Schreiben von Romanen, insbesondere in den Genres Liebesroman, Psychothriller und Familiengeheimnisse. Ihre Werke wurden in mehrere Sprachen übersetzt und mit nationalen sowie internationalen Preisen ausgezeichnet.
Baumann ist Mitglied des Verbands Autorinnen und Autoren der Schweiz (AdS) und lebt im Kanton Bern, in Lyss.

## Werke

### Lyrik
- Wind und andere Gedichte. Kari-Kani, Belp 2002, ISBN 3-906863-00-X.
- Reise und andere Gedichte. Kari-Kani, Busswil 2003, ISBN 3-906863-04-2.
- Das Balladenbuch. Kari-Kani, Busswil 2003, ISBN 3-906863-05-0.
- Gewitter. Gedichte aus der Nebelzone des Lebens. Kari-Kani, Studen 2004, ISBN 3-906863-08-5.
- (Hrsg.:) Wortgestöber. Anthologie. Kari-Kani, Studen 2005, ISBN 3-906863-02-6.
- dichtungsArt. Anders geblieben. Kari-Kani, Studen 2005, ISBN 3-906863-07-7.
- (Hrsg.:) 22 Lyrik. Anthologie. Kari-Kani, Studen 2006, ISBN 3-906863-11-5.
- (Hrsg.:) Lyrische Lückenfüller. Anthologie. Kari-Kani, Studen 2007, ISBN 978-3-906863-17-7.
- Heut war mir so ... (Best of), Create Space, North Charleston 2013, ISBN 978-1-4823-5067-8

### Romane
- Rigantona. Kari-Kani, Aegerten 2008 / Create Space 2013, ISBN 978-1-9803-5683-7
- Memento mori! Thriller. Greifenverlag, Rudolstadt 2009 / Create Space 2011
- Die Frau in Rot. Droemer Knaur, München 2012 / Create Space 2021, ISBN 978-3-426-50950-0
- Lavendelstürme. Amazon, Luxembourg 2014, ISBN 978-1-4778-2196-1
- Im Licht der Normandie. Amazon, Luxembourg 2015, ISBN 978-1-5039-4750-4
- Band des Schweigens. John A. Fortunes 1. Fall, Create Space, North Charleston 2016, ISBN 978-1-5236-4422-3
- Asche im Wind. John A. Fortunes 2. Fall, Create Space, North Charleston 2016, ISBN 978-1-5373-7385-0
- Die grünen Stufen. John A. Fortunes 3. Fall, Create Space, North Charleston 2017, ISBN 978-1-5496-0168-2
- Das Erbe der Bretagne. Tinte & Feder, Luxembourg 2016, ISBN 978-1-5039-3709-3
- Das Gut in der Toskana. Tinte & Feder, Luxembourg 2017, ISBN 978-1-4778-4856-2
- Der Himmel über Positano. Tinte & Feder, Luxembourg 2017, ISBN 978-1-5420-4736-4
- Unter der Sonne Siziliens. Tinte & Feder, Luxembourg 2018, ISBN 978-2-91980-130-5
- Auf den Hügeln Roms. Tinte & Feder, Luxembourg 2018, ISBN 978-2-91980-307-1
- Die Villa am Comer See. Tinte & Feder, Luxembourg 2019, ISBN 978-2-91980-658-4
- Mondscheintochter. Tinte & Feder, Luxembourg 2020, ISBN 978-2-91980-934-9
- Spiegelinsel. Tinte & Feder, Luxembourg 2020, ISBN 978-2-49670-351-1
- Muschelspiel. Tinte & Feder, Luxembourg 2021, ISBN 978-2-49670-489-1
- Wellenjahre. Tinte & Feder, Luxembourg 2021, ISBN 978-2-49670-766-3
- Nebelreise. Tinte & Feder, Luxembourg 2022, ISBN 978-2-49671-008-3
- Die Galerie in Valencia. Tinte & Feder, Luxembourg 2023, ISBN 978-2-49670-953-7
- Die Buchhandlung in Madrid. Tinte & Feder, Luxembourg 2023, ISBN 978-2-49671-385-5
- Das Gemälde aus Málaga. Tinte & Feder, Luxemburg 2024, ISBN 978-2496715071

## Auszeichnungen
- 2008: 2. Platz beim Berner Lyrikwettbewerb
- 2008: 2. Platz beim 16. Internationalen Autoren-Wettbewerb writemovies.com